# Уебстър (окръг, Мисури)
Вижте пояснителната страница за други значения на Уебстър.
Окръг Уебстър (на английски: Webster County) е окръг в щата Мисури, Съединени американски щати. Площта му е 1538 km², а населението - 36 473 души. Административен център е град Маршфийлд.